# 南希·霍格斯黑德-马卡尔
南希·霍格斯黑德-马卡尔（英語：Nancy Hogshead-Makar，1962年4月17日—），美国女子游泳运动员。她曾代表美国参加1984年夏季奥林匹克运动会游泳比赛，获得三枚金牌和一枚银牌。